# Balkova Lhota
Balkova Lhota (in tedesco Balk Lhota o Ellguth) è un comune della Repubblica Ceca facente parte del distretto di Tábor, in Boemia Meridionale.